# Régiment du Worcestershire
Le régiment du Worcestershire (en anglais Worcestershire Regiment) est un régiment d'infanterie de ligne de la British Army (armée de terre britannique), qui combattit au cours des deux conflits mondiaux. Il doit son nom au fait qu'il soit basé dans le comté du Worcestershire. Ce régiment a été dissous en 1970.